# Итамаражу
Итамаражу (порт. Itamaraju)  —  муниципалитет в Бразилии, входит в штат Баия. Составная часть мезорегиона Юг штата Баия. Входит в экономико-статистический микрорегион Порту-Сегуру. Население составляет 64 024 человека на 2006 год. Занимает площадь 2369,912 км². Плотность населения — 27,0 чел./км².
Праздник города — 5 октября.

## История
Город основан 10 мая 1961 года.

## Статистика
- Валовой внутренний продукт на 2003 год составляет 239 163 123,00 реалов (данные: Бразильский институт географии и статистики).
- Валовой внутренний продукт на душу населения на 2003 год составляет 3732,32 реалов (данные: Бразильский институт географии и статистики).
- Индекс развития человеческого потенциала на 2000 год составляет 0,650 (данные: Программа развития ООН).

## География
Климат местности: тропический.